# Oleg Popov

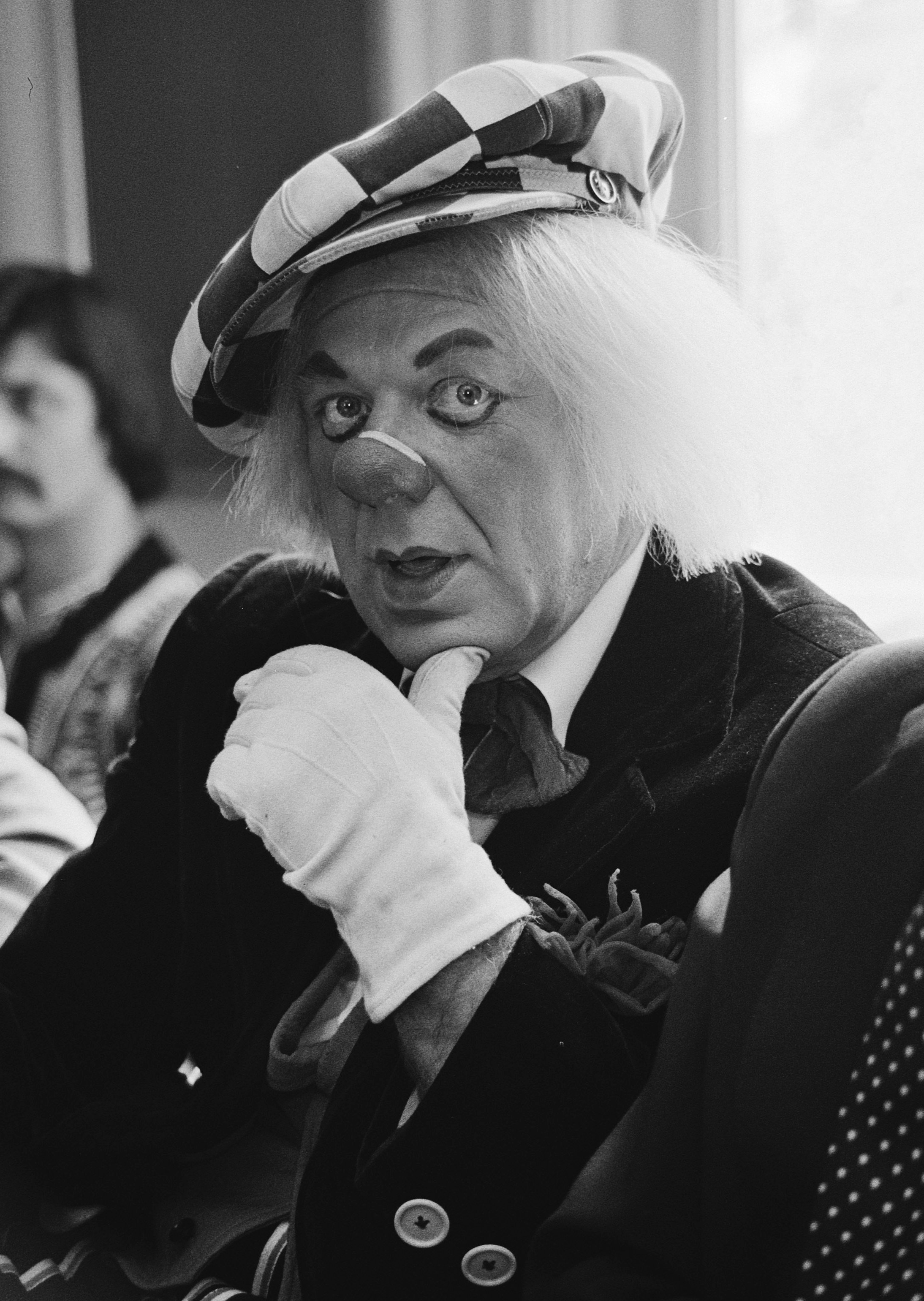
Oleg Popov em Amsterdam em 1979

Oleg Konstantinovich Popov (em russo:  Олег Константинович Попoв; Virubovo, 31 de julho de 1930 – Rostov do Don, 2 de novembro de 2016) foi um palhaço e artista circense soviético e russo. Popov era chamado de "Clown Soleil" ("Palhaço Sol") pela jornalista francesa Jacqueline Cartier – apelido pelo qual passou a ser conhecido.
Popov morreu em 2 de novembro de 2016, de parada cardiorrespiratória, quando em uma turnê em um hotel em Rostov do Don, aos 86 anos de idade.